# Una (fiume)
La Una (in cirillico: Уна?) è un fiume che scorre attraverso la Croazia e la parte occidentale della Bosnia ed Erzegovina. Il suo corso centrale e settentrionale segna il confine fra i due Stati. La Una è un affluente destro della Sava. Il suo bacino si estende per 10400 km² e nell'area risiedono all'incirca un milione di persone.
Il fiume nasce dal versante nord dei monti Stražbenica, in Croazia, e scorre attraverso Martin Brod, Kulen Vakuf, Ripac, Bihać, Bosanska Krupa, Bosanska Otoka, Novi, Kostajnica e Dubica. Raggiunge la Sava presso Jasenovac. I principali tributari sono i fiumi Unac, Sana, Klokot e Krušnica.
Lungo il suo corso sono conosciute oltre 170 diverse erbe medicinali ed una pianta rara, la Campanula unensis. Sono stati osservati 28 tipi di pesci.